# Giro d’Italia 1965
Der 48. Giro d’Italia wurde in 22 Abschnitten und 4177 Kilometern vom 15. Mai bis zum 6. Juni 1965 ausgetragen und vom Italiener Vittorio Adorni gewonnen. Von den 100 gestarteten Fahrern erreichten 81 das Ziel in Florenz, wo zum ersten Mal der Giro endete. Die Schlussetappe mit ihrer Länge von 295 Kilometern wurde seither von keiner Etappe mehr übertroffen (Stand 2008).

## Verlauf
| Etappe | von              | nach            | km       | Gewinner            | Maglia rosa      |
| ------ | ---------------- | --------------- | -------- | ------------------- | ---------------- |
| 1      | San Marino (SMR) | Perugia         | 199      | Michele Dancelli    | Michele Dancelli |
| 2      | Perugia          | L’Aquila        | 180      | Guido Carlesi       | Carlo Chiappano  |
| 3      | L’Aquila         | Rocca di Cambio | 199      | Luciano Galbo       | Luciano Galbo    |
| 4      | Rocca di Cambio  | Benevento       | 239      | Adriano Durante     | Albano Negro     |
| 5      | Benevento        | Avellino        | 175      | Michele Dancelli    | Albano Negro     |
| 6      | Avellino         | Potenza         | 161      | Vittorio Adorni     | Vittorio Adorni  |
| 7      | Potenza          | Maratea         | 164      | Luciano Armani      | Vittorio Adorni  |
| 8      | Maratea          | Catanzaro       | 103      | Frans Brands        | Bruno Mealli     |
| 9      | Catanzaro        | Reggio Calabria | 161      | Adriano Durante     | Bruno Mealli     |
| 10     | Messina          | Palermo         | 260      | Domenico Meldolesi  | Bruno Mealli     |
| 11     | Palermo          | Agrigent        | 146      | Guido Carlesi       | Bruno Mealli     |
| 12     | Agrigent         | Syrakus         | 230      | Raffaele Marcoli    | Bruno Mealli     |
| 13     | Catania          | Taormina        | 50 (EZF) | Vittorio Adorni     | Vittorio Adorni  |
| 14     | Mailand          | Novi Ligure     | 100      | Danilo Grassi       | Vittorio Adorni  |
| 15     | Novi Ligure      | Diano Marina    | 223      | Bruno Mealli        | Vittorio Adorni  |
| 16     | Diano Marina     | Turin           | 205      | Aldo Pifferi        | Vittorio Adorni  |
| 17     | Turin            | Biandronno      | 163      | Raffaele Marcoli    | Vittorio Adorni  |
| 18     | Biandronno       | Saas-Fee (SUI)  | 178      | Italo Zilioli       | Vittorio Adorni  |
| 19     | Saas-Fee (SUI)   | Madesimo        | 282      | Vittorio Adorni     | Vittorio Adorni  |
| 20     | Madesimo         | Stilfser Joch   | 160      | Graziano Battistini | Vittorio Adorni  |
| 21     | Bormio           | Brescia         | 179      | Franco Bitossi      | Vittorio Adorni  |
| 22     | Brescia          | Florenz         | 295      | René Binggeli       | Vittorio Adorni  |

## Endstände
| Sieger      | Vittorio Adorni   | 121:08:18 h |
| Zweiter     | Italo Zilioli     | + 11:26 min |
| Dritter     | Felice Gimondi    | + 12:57 min |
| Vierter     | Marcello Mugnaini | + 14:30 min |
| Fünfter     | Franco Balmamion  | + 15:05 min |
| Sechster    | Vito Taccone      | + 15:33 min |
| Siebter     | Franco Bitossi    | + 15:37 min |
| Achter      | Roberto Poggiali  | + 19:22 min |
| Neunter     | Imerio Massignan  | + 19:30 min |
| Zehnter     | Guido De Rosso    | + 21:03 min |
| Bergwertung | Franco Bitossi    |             |
| Zweiter     | Vito Taccone      |             |
| Dritter     | Vittorio Adorni   |             |
| Teamwertung | Salvarani         |             |